# Iulogona ligurina
Iulogona ligurina är en mångfotingart som först beskrevs av Karl Wilhelm Verhoeff 1910.  Iulogona ligurina ingår i släktet Iulogona och familjen knöldubbelfotingar. Inga underarter finns listade i Catalogue of Life.